# كاميكازي

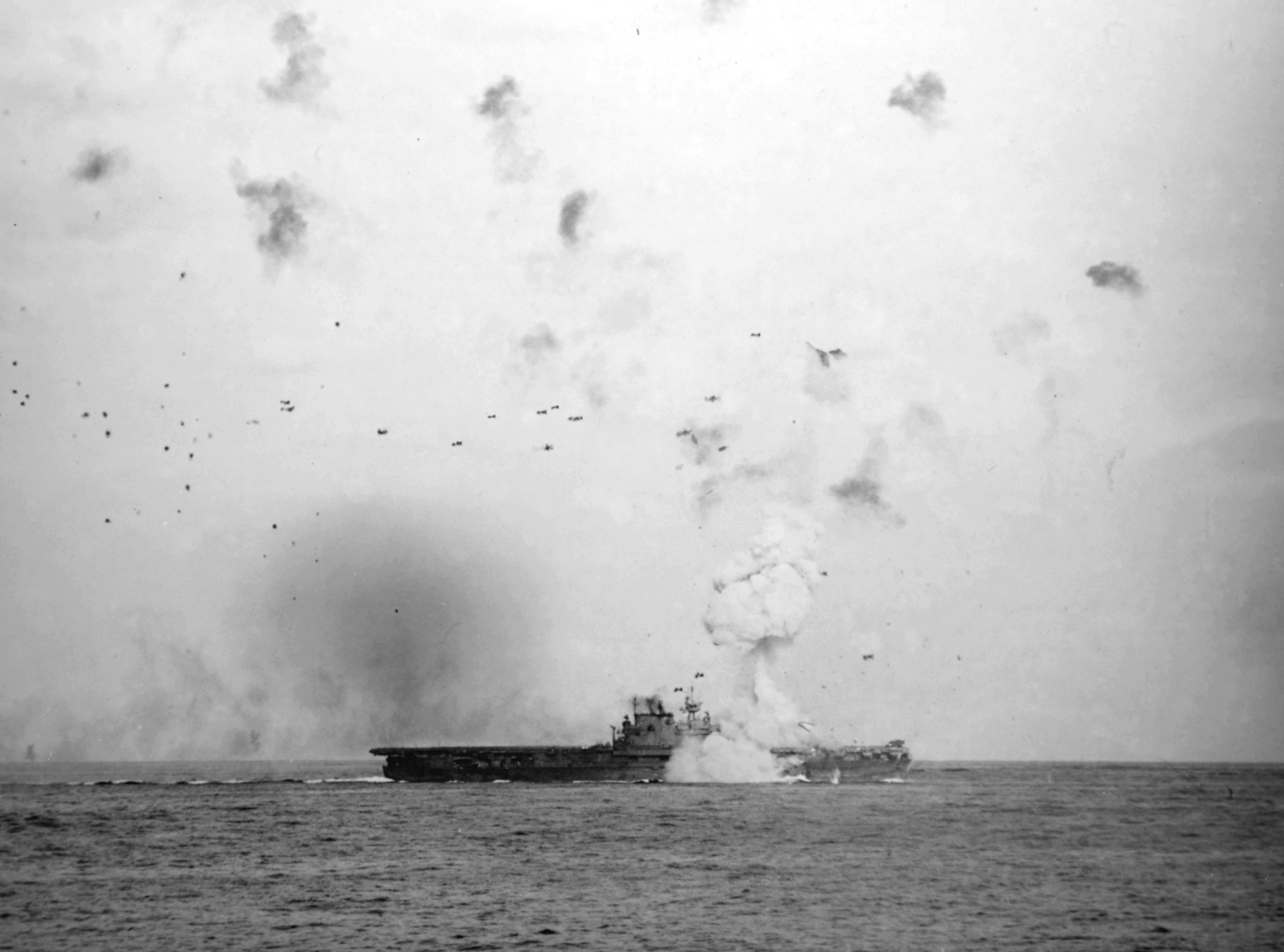
تدمير سفينة أمريكية بواسطة كاميكازي

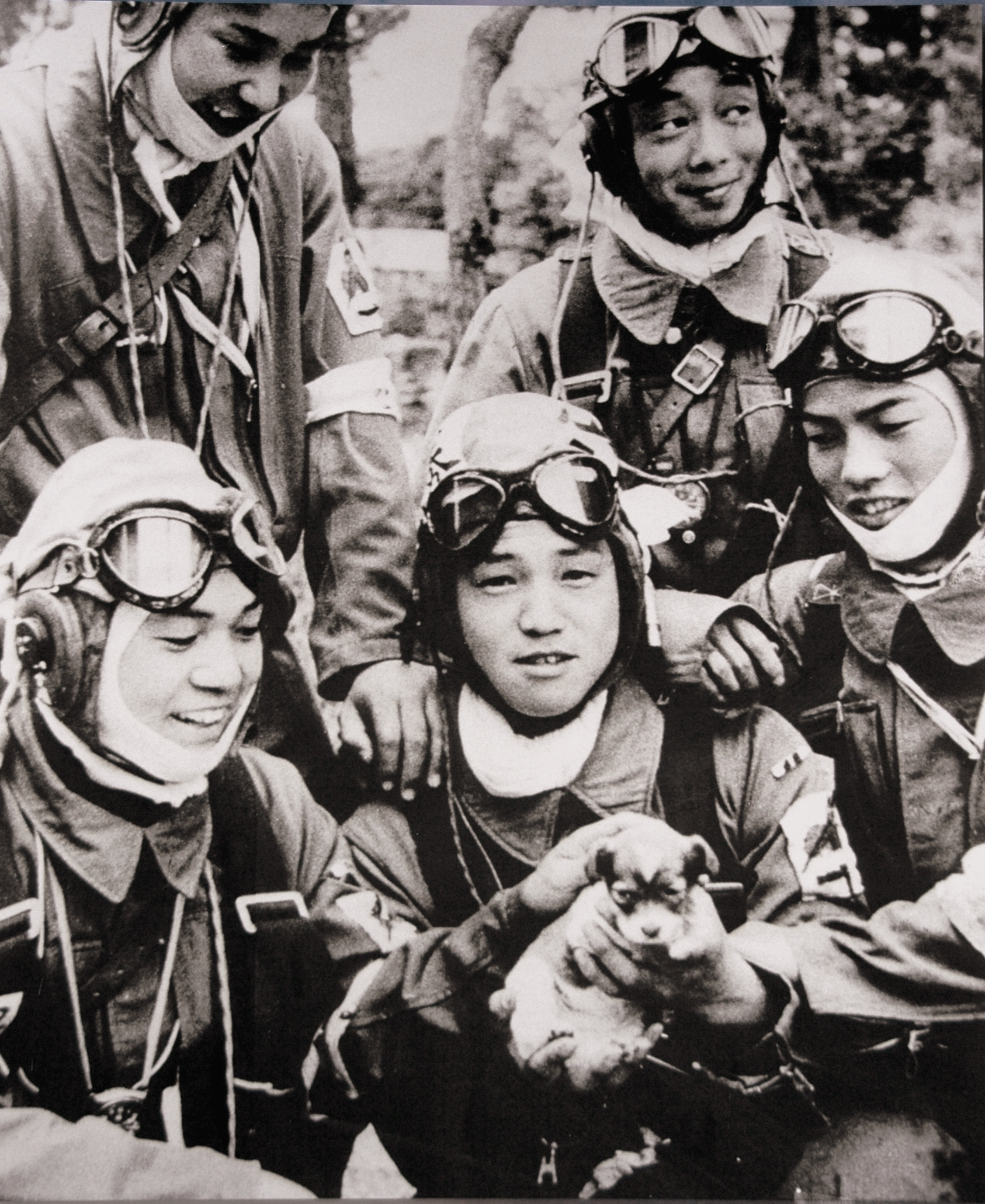
26 مايو 1945. العريف يوكيو أراكي، يمسك جرواً، مع أربع كاميكازيين آخرين. مات آراكي في اليوم الذي يليه في عمر 17، في هجوم انتحاري على سفن بالقرب من أوكيناوا

كاميكازي (كاميكازي - توكو - تاي 神風特攻隊)(神風 كامي تعني «الإله» أو «الرب» وكازي تعني «رياح») هي كلمة يابانية، تترجم عادة بالرياح المقدسة أو الرياح الإلهية، وهي كلمة تستخدم للإشارة إلى إعصار يقال أنه أنقذ اليابان من غزو اسطول مغولي بقيادة قوبلاي خان في 1281. في اليابان يستخدم الاسم «كاميكازي» للإشارة فقط لهذا الإعصار.
في اللغات الأخرى تستخدم الكلمة للإشارة إلى هجمات انتحارية قام بها الطيارون اليابانيون ضد سفن الحلفاء في الجزء الأخير من حملة المحيط الهادي إبان الحرب العالمية الثانية. حيث كان الطيارون الانتحاريون (الكاميكازي) يصطدمون بسفن الحلفاء عمداً بطائراتهم المحملة بالمتفجرات والطوربيدات وخزانات الوقود المملوءة بهدف تفجيرها. فالهدف الذي صُنِعَت لأجله هذه الطائرات، وهي أن تضرب أو تنقل هذه المتفجرات ثم تعود، تم وضعه جانباً. فهدف إغراق أو أضرار أكبر كمية ممكنة من السفن وخاصة ناقلات الطائرات، كان مبرراً لهذه الانتحارات الجماعية.
أصبحت الكلمة تدل على كل العمليات التي يضحي فيها منفذها بنفسه بشكل طوعي من أجل تحقيقها، حيث تعتبر سريلانكا أكثر دول العالم من حيث العمليات الانتحارية.
وأخيراً إن هجوم اليابانيين الانتحاري على أسطول الحلفاء لم يؤدي الهدف المرجو حيث أن النتائج كانت صغيرة بالنسبة إلى كل الجهد المبذول والأرواح المضحية، وبينما كان اليابانيون يفكرون في تطوير برامجهم الانتحارية كانت الولايات المتحدة تجهز قنبلتها النووية الأولى لترمي بها فوق هيروشيما ولتتبعها بقنبلة أخرى بعد ثلاثة أيام فوق ناغاساكي ليضطر الإمبراطور الياباني للإستسلام وبذلك انتهت الحرب العالمية الثانية وانتهت معها أسطورة الكاميكاز أو الرياح المقدسة.

## تاريخياً

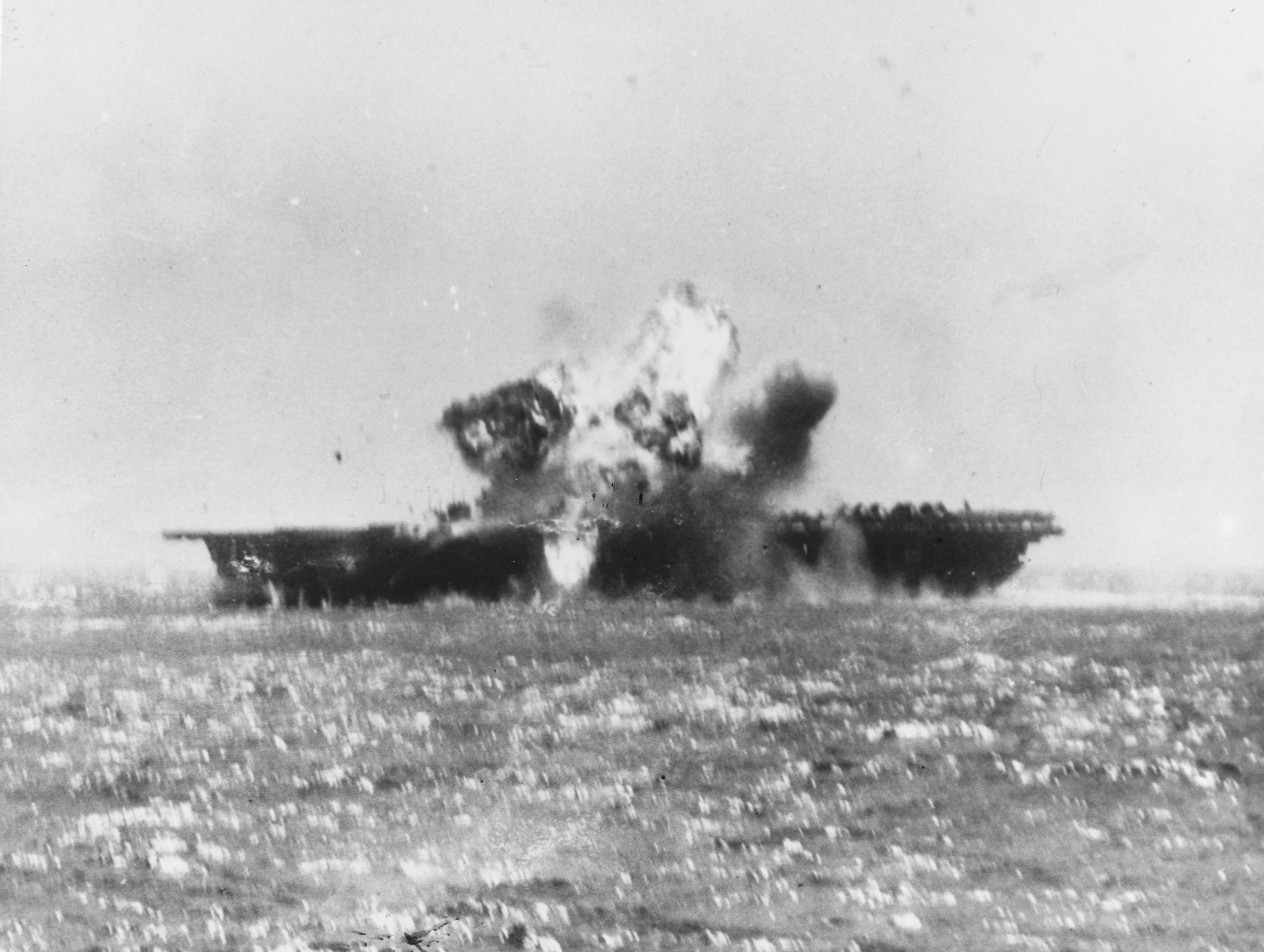
طائرة "كاميكازي" مُنفجرة بعد أن اصطدمت في إحدى السفن بتاريخ 25 نوفمبر 1944

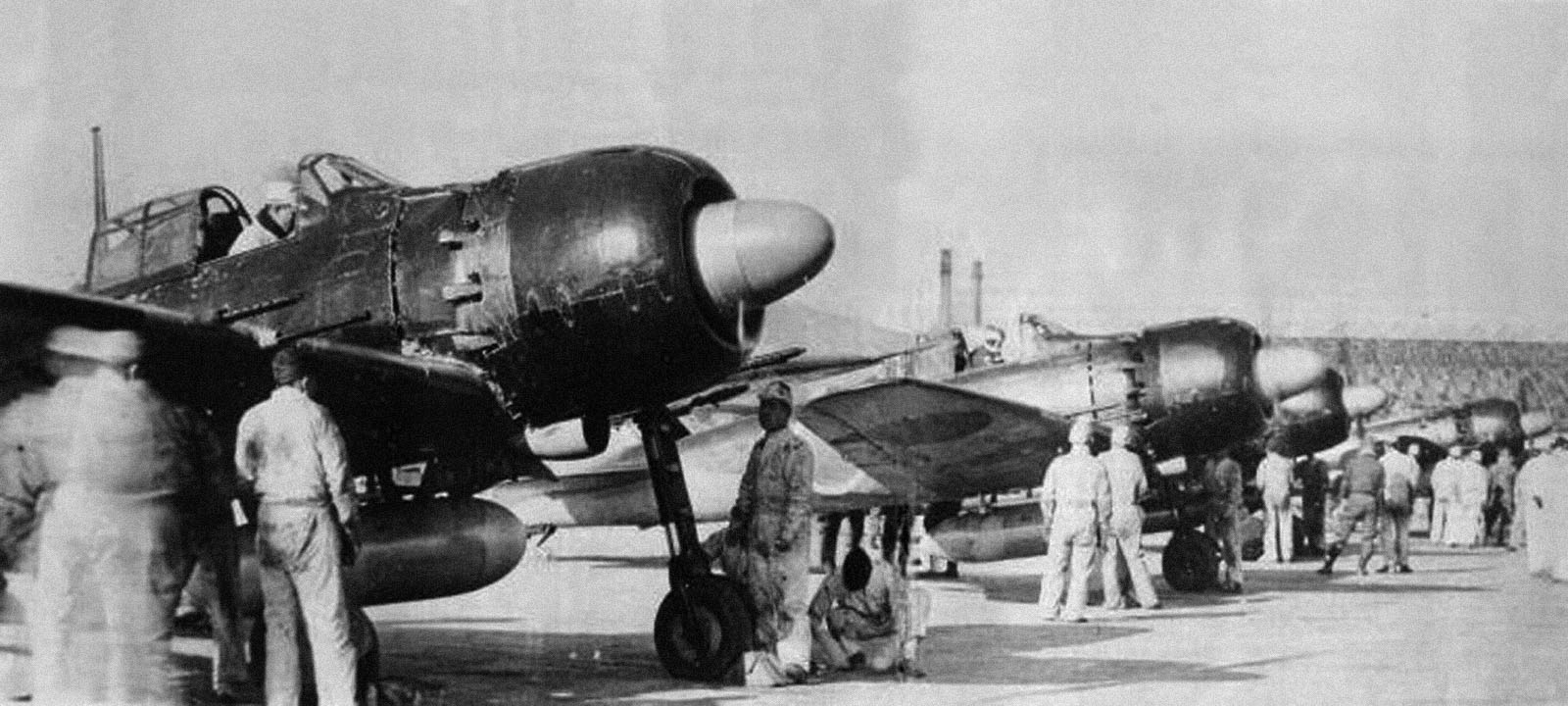
طائرة تستعد لأن تشارك في هجوم انتحاري "كاميكازي" في بداية سنة 1945

### وحدة الكميكازي الأولى
طلب القائد أسايكي كاماي إلى مجموعة مكونة من 23 طياراً موهوباً، خضعوا للتدريب تحت إمرته لكي يتطوعوا للهجوم. ورفع كل طيار يديه الاثنتين تعبيراً عن تأييده للتطوع. وبعد ذلك، طلب أساي كاماي إلى القائد يوكيو سيكي أن يقود هذا الهجوم، فأغلق يوكيو سيكي عيناه، وطأطأ رأسه لمدة عشر ثوانٍ مفكراً، ثم قال:«رجاءً ولّني هذا المنصب.» فأصبح يوكيو سيكي العضو رقم 24 في الكاميكازي. بعد فترة، قال يوكيو سيكي:«مستقبل اليابان قاتم إذا لم يُقتَل أفضل طياريهم». وقال:«أنا لا أنفِّذ هذه العملية لأجل امبراطور الامبراطورية... بل لأني مأمورٌ بذلك».
والوحدات المنقسمة تحت وحدة الكميكازي هي: الوحدة شيكيشيما والوحدة ياماتو والوحدة آشاي والوحدة يامازاكورا. وجميع هذه الأسماء مأخوذة من قصيدة وطنية اسمها:(واكا تانكا).

### خليج ليت: الهجمات الأولى
في 25 أكتوبر 1944، في معركة خليج ليت، كانت الهجمات الأولى للكاميكازي تحت قيادة يوكيو سيكي تم الهجوم على سفن للنقل.
وبالمجمل، بلغ عدد سفن النقل التي ضُرِبت سبع سفن، يضاف إليها أربعين سفينة أخرى (غرقت خمس سفن، و 23 سفينة تضررت ضرراً كبيراً، و 12 تضررت بأضرار متوسطة).

## آثار الهجمات
عدد السفن التي غرقت بحسب مصادر يابانية هي 81 سفينة، والسفن المتضررة 195 سفينة. وبحسب مصادر القوات الجوية للولايات المتحدة 2800 منتحر «كاميكازي» أغرقوا 34 سفينة، و 368 سفينة تضررت، قُتل جرّاء ذلك 4900 بحّار، ما يقارب 8.5% من الهجمات الانتحارية هي التي أسقطت سفناً.

## خلفية ثقافية

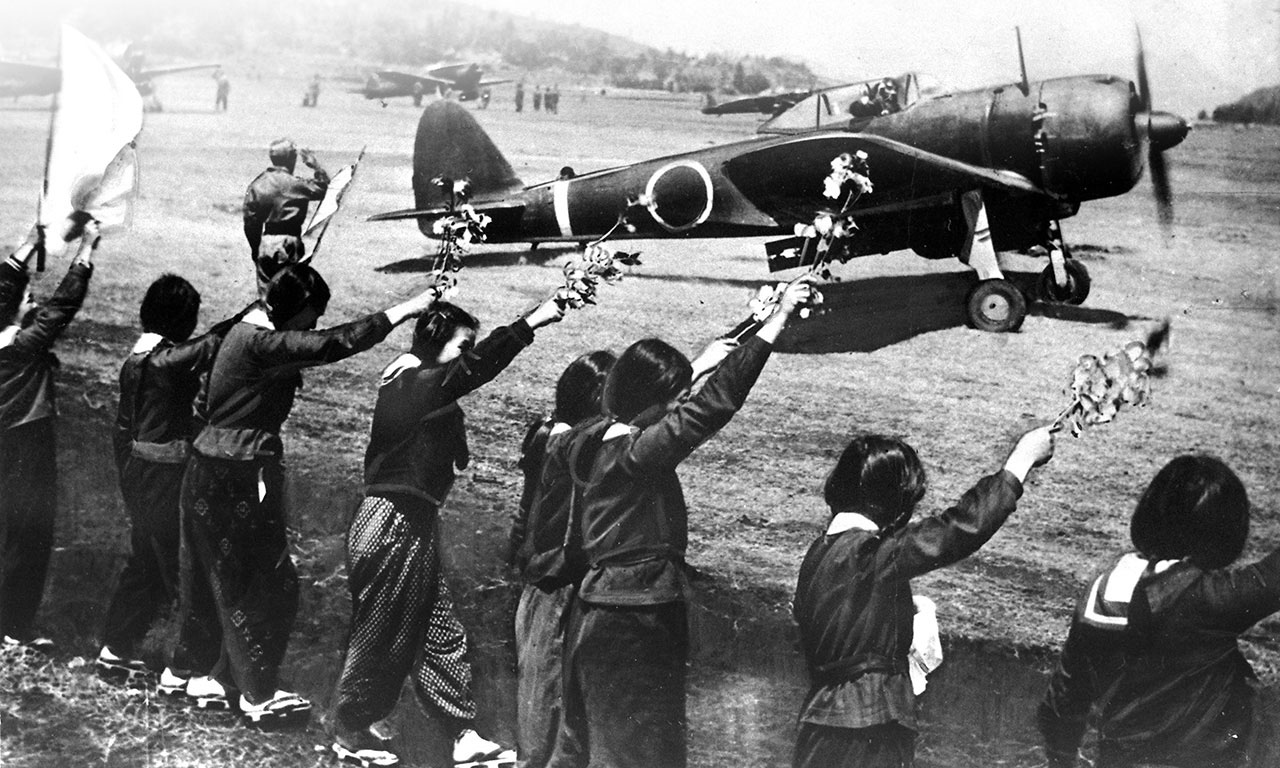
بنات مدرسة تشيران الثانوية يحيون مودعين حاملين في أيديهم أغصان الكرز طيار كاميكازي

في اليابان، أعلنت الصحف والكتب عن هؤلاء المفجرين، من الأجل الدعم والدعوة للانضمام إليهم. وفي أكتوبر 1944 اقتبست إحدى الصحف عن سيكيو نيشنا قوله:«روح القوات الخاصة للهجوم، هي الروح العظيمة التي تجري في دماء كل ياباني... الهجوم الذي يقتل العدو ونفساً واحدة من دون أن يفشل يُسمّى هجوماً خاصاً... وكل ياباني قادر على أن يكون عضواً في القوات الخاصة للهجوم.» وكانت فكرة الكاميكازي مصدر إلهام للناشرين الذين نشروا عدداً من الكتب، كثيرٌ منها خيالي، لكن كان منها ما هو واقعي وحقيقي كقصة كييو ايشيكاوا. كذلك أُقيمت الحفلات في آخر حملة للكاميكازي.

## اقتباسات
- «لا يمكنني توقع نتائج المعارك الجوية، لكنك ستكون مخطئً عندما تعتبر الهجمات الخاصة -الكاميكازية- طرق عادية. الطريقة الصحيحة هي أن تهاجم العدو بمهارة ثم تعود إلى القاعدة بنتائج طيبة. الخطة يجب أن تراجع عدة مرات. فهذه طريقة القتال في الحرب. التفكير الحالي منحرف. غير ذلك، فأنت لن تستطيع أن تطور القوة الجوية. فلن يكون هناك تقدم إذا استمر الطيارون بالموت.» القائد يوتاني، مجلة تايو (أي المحيط)، سنة 1945.
- «على كل حال، أنا مجرد إنسان، بعض المرات صدري يمتلئ بالحماسة عندما أفكر باليوم الذي سأحلق فيه إلى السماء. دربت عقلي وبدني بأقصى مقدار أقتدر عليه، وأنا متشوق لليوم الذي أستطيع استخدامهما فيه بكامل سعتهما لأجل الطيران. أعتقد مماتي ومحياي ينتمي لهذه المهمة. الآن، من بين كل الأوقات، أحسد أولئك العلماء الذين يبقون في الوطن (يقصد المعفيين من المهمة)... أحد أرواحي تتأمل للسماء، والأخرى منجذبة إلى الأرض. آمل أن أدخل الجيش في أقرب وقت ممكن حتى أُكرِس نفسي لأجل المهمة. آمل أن تلك الأيام التي تعذبني فيها الأفكار الغبية تمر بسرعة.» ساساكي هاشيرو.
- «إنه من السهل أن تتحدث عن الموت بشكل نظري، كما تناقش ذلك الفلاسفة القدماء. لكن الموت الحقيقي هو ما أخشاه، ولا اعلم إن كان بمقدوري تجاوز هذا الخوف. حتى لمن حياته صغيرة، فهناك الكثير من الذكريات. لمن لديه حياة رائعة، فمن الصعب أن ترتحل عنها. لكنني وصلت نقطة اللاعودة. تحتم عليّ اغراق العدو. لأكون صادقاً، لا أستطيع القول بأن أمنية الموت لفداء الإمبراطور هي فكرة عبقرية تخرج من قلبي. على كل حال، إنه مُقدر لي أن أموت لأجل الإمبراطور.» هاياشي إتشيزو.

## سينمائياً
تم تصوير فلم تحت مسمَّى آخر الكاميكازيين سنة 1970. تم إخراجه بواسطة ياهاغي توشيهيكو، ومن بطولة كوجي تسوروتا وكين تاكاكورا وشينيتشي تشيبا.